# La Marseillaise (rascacielos)
La Marseillaise es un rascacielos de oficinas en el desarrollo de Euroméditerranée, Marsella, Francia. Tiene 31 pisos con una altura de 135 metros. La construcción de edificio comenzó en 2015 y acabó en 2018. Es conocido por el diseño de su fachada tricolor y fue premiado con el segundo puesto en el Emporis Skyscraper Award de 2018.

## Diseño
El diseño del edificio fue ideado con la intención de dar la mejor vista posible de la ciudad de cara al mar. Su fachada estuvo pintada en 27 sombras diferentes de rojos, blanco, y azul de representar el color del cielo, las nubes, y los barrios circundantes. La torre también utiliza y hormigón ligero de fibra como su material estructural para dar una impresión de ser un edificio inacabado.

## Situación
Es parte del complejo Les Quais d'Arenc, cerca de la Tour CMA CGM, el edificio más alto de la ciudad. El rascacielos se situado cerca de la estación de Arenc-Le Silo del tranvía.